# Nullore
Un nullore è una rete due porte ideale formata da un nullatore al suo ingresso e da un noratore alla sua uscita; il nome "nullore" fu introdotto da H.J. Carlin. Un nullore rappresenta un amplificatore ideale, avente guadagni di corrente, tensione, transconduttanza e transimpedenza infiniti.

## Rappresentazione come rete due porte

Schema circuitale di un nullore in versione bilanciata

Schema circuitale di un nullore in versione non bilanciata

I suoi parametri di trasmissione sono tutti nulli, il suo comportamento ingresso-uscita è perciò riassunto in forma matriciale:
{\displaystyle {\begin{pmatrix}V_{1}\\I_{1}\end{pmatrix}}={\begin{pmatrix}0&0\\0&0\end{pmatrix}}{\begin{pmatrix}V_{2}\\I_{2}\end{pmatrix}}}
In cui il simbolo V è utilizzato per la tensione, il simbolo I per la corrente, e i pedici 1 e 2 per indicare, rispettivamente, le grandezze all'ingresso e all'uscita della rete 2-porte.

## Comportamento all'interno di un circuito
Nei circuiti a retroazione negativa, gli elementi che circondano il nullore ne determinano l'uscita, in maniera da forzare l'ingresso del nullore a zero.
L'inserimento di un nullore in un circuito, quindi, impone particolari condizioni matematiche al limite sul comportamento del circuito stesso, forzandolo ad adottare qualunque accorgimento per soddisfare le condizioni del nullore:
- L'impedenza di ingresso infinita fa sì che in qualsiasi rete collegata a un morsetto di ingresso, la corrente di ingresso sia nulla; di conseguenza se due terminali sono collegati a questo morsetto, in essi scorrerà la stessa corrente.

- L'impedenza di uscita nulla fa sì che l'uscita del nullore si comporti come un generatore ideale di tensione, in grado di forzare la tensione in uscita su qualsiasi rete collegata (a parte un cortocircuito).

- Infine il guadagno negativo infinito fa sì che una sia pur piccola tensione tra i morsetti di ingresso produca una tensione di saturazione al massimo valore positivo o negativo reso possibile dall'alimentazione.  Quindi un collegamento in retroazione tra uscita e ingresso invertente forza la tensione di ingresso a essere nulla (per evitare una contraddizione circuitale; questo realizza con l'altro morsetto di ingresso una massa virtuale).

L'esempio reale di applicazione di un nullore è dato dall'amplificatore operazionale ideale.